# Chrześcijanin (czasopismo)
Chrześcijanin – polski periodyk chrześcijański wydawany od 1929 roku (z przerwami) przez różne denominacje ewangelikalne. Od 1989 roku jest organem prasowym Kościoła Zielonoświątkowego.

## Profil tematyczny
Artykuły publikowane w „Chrześcijaninie” prezentują zarówno nauczanie, jak i działalność Kościoła Zielonoświątkowego w Polsce, a także innych wspólnot pentekostalnych na świecie. Wydawcy za naczelny autorytet w kwestiach wiary przyjmują jedynie Pismo Święte, zgodnie ze staroprotestancką zasadą sola scriptura.

## Historia
Po raz pierwszy czasopismo ukazało się we wrześniu 1929 roku w nakładzie 2000 egzemplarzy. Redaktorem i zarazem wydawcą był Antoni Przeorski. Pismo było miesięcznikiem. W 1933 roku pismo przestało się ukazywać ze względu na brak środków.
Pierwotnie miesięcznik był związany ze Zrzeszeniem Zwolenników Nauki Pierwotnych Chrześcijan i w 1933 r. zmienił swoją nazwę na Wolny Chrześcijanin. W podtytule pierwszych wydań znajdowała się informacja: Świadectwo Chrystusowi Panu Zmartwychwstałemu. Podczas II wojny światowej miesięcznik nie był publikowany.
Po wznowieniu w czerwcu 1946 czasopismo było organem nowo utworzonego Polskiego Kościoła Ewangelicznych Chrześcijan Baptystów (PKEChB), który skupiał baptystów, ewangelicznych chrześcijan i wiernych wywodzących się ze Zjednoczenia Kościołów Chrystusowych i Zrzeszenia Zwolenników Nauki Pierwotnych Chrześcijan (bracia plymuccy). Po opuszczeniu PKEChB w 1947 r. przez nie-baptystów i utworzeniu przez nich Zjednoczonego Kościoła Ewangelicznego w PRL, Chrześcijanin stał się organem prasowym nowego Kościoła. We wrześniu 1950 r. z polecenia Urzędu Bezpieczeństwa wstrzymano publikowanie czasopisma aż do listopada 1957 r. Od tego momentu miesięcznik ukazuje się regularnie. W 1988 r. nastąpił rozpad Zjednoczonego Kościoła Ewangelicznego na kilka odrębnych związków wyznaniowych i od 1989 r. Chrześcijanin publikowany jest przez Kościół Zielonoświątkowy.
W latach 60. i 70. nakład miesięcznika wahał się pomiędzy 4 a 5 tysięcy egzemplarzy. W 1990 osiągnął nakład 7000. W 1992 przekształcił się w dwumiesięcznik. Obecnie jest wydawany dwa razy w roku. Dociera do 16 krajów świata. W 2014 roku pismo miało nakład 2200 egzemplarzy.

### Zmiany organu wydawniczego
- wrzesień 1929 – 1933 – Zrzeszenie Zwolenników Nauki Pierwotnych Chrześcijan
- 1933 – 1946 – przerwa spowodowana brakiem środków a później II wojną światową
- czerwiec 1946 – 1947 – Polski Kościół Ewangelicznych Chrześcijan Baptystów
- 1947 – wrzesień 1950 – Zjednoczony Kościół Ewangeliczny w PRL
- październik 1950 – październik 1957 – przerwa z polecenia Urzędu Bezpieczeństwa
- listopad 1957 – 1989 – Zjednoczony Kościół Ewangeliczny w PRL
- od 1989 – Kościół Zielonoświątkowy w RP

## Redaktorzy naczelni po 1945 r.

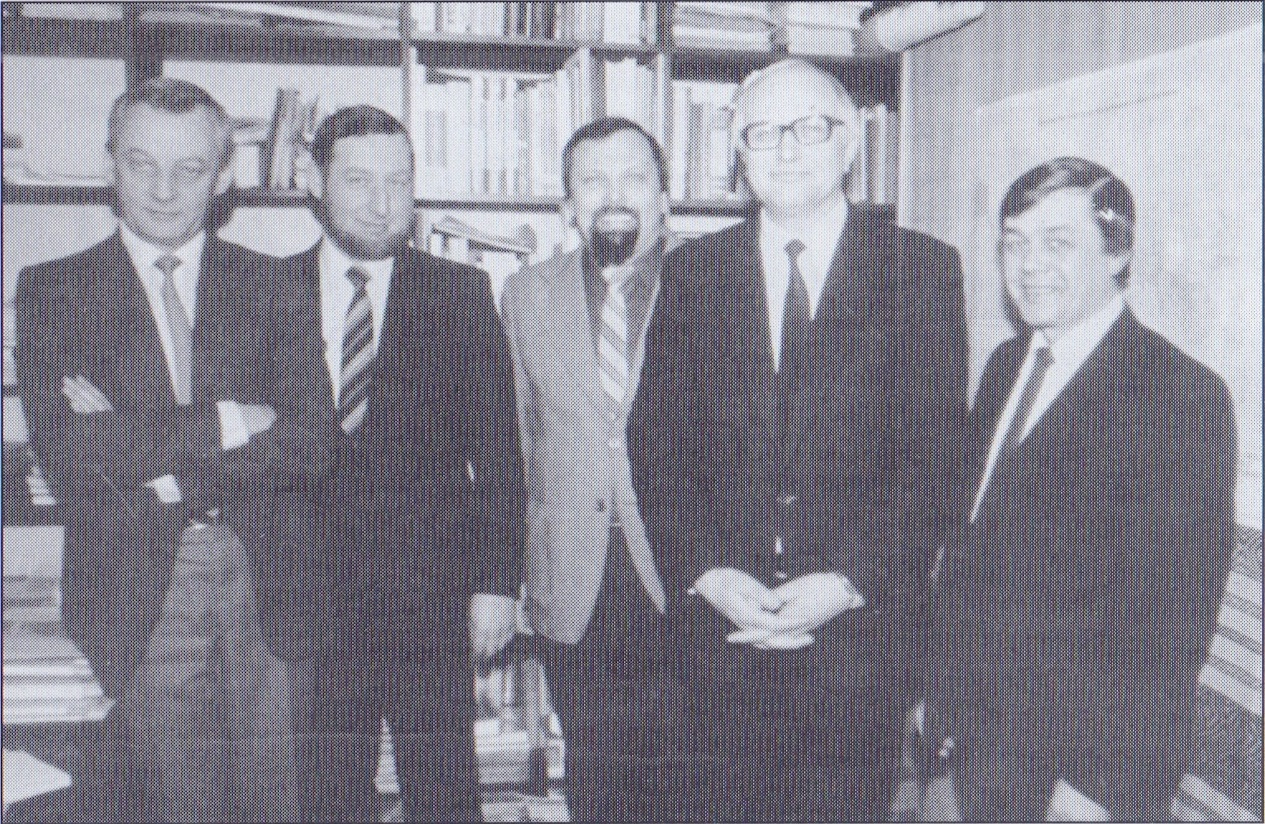
Ostatni skład zespołu redakcyjnego „Chrześcijanina” z czasów ZKE (1988), od lewej stoją: Mieczysław Kwiecień, Henryk Ryszard Tomaszewski, Mieczysław Czajko, Edward Czajko i Kazimierz Krystoń.

- 1946 – październik 1950 – Zdzisław Repsz
- październik 1950 – październik 1957 – przerwa z polecenia Urzędu Bezpieczeństwa
- październik 1957 – 1964 – Zdzisław Repsz
- 1964–1981 – Józef Mrózek junior
- 1982–1988 – Mieczysław Czajko[5]
- 1989 – Mieczysław Kwiecień
- 1990–1991 – Edward Czajko
- 1992–2001 – Kazimierz Sosulski
- 2002–2009 – Monika Kwiecień
- 2009–2012 – Paweł Biedziak[6]
- 2013–2017 – Oliwer Cieślar
- od 2017 – Bogusław Haręża